# Tiểu Sư
Chòm sao Tiểu Sư 小獅, (tiếng La Tinh: Leo Minor) là một trong 88 chòm sao hiện đại, mang hình ảnh con sư tử nhỏ.
Chòm sao này có diện tích 232 độ vuông, nằm trên thiên cầu bắc, chiếm vị trí thứ 64 trong danh sách các chòm sao theo diện tích.
Chòm sao Tiểu Sư nằm kề các chòm sao Đại Hùng, Thiên Miêu, Cự Giải, Sư Tử.

## Thiên thể
Các thiên thể đáng quan tâm
- Sao biến quang Mira R LMi